# Felix Draeseke
Œuvres principales
- Concerto pour piano op. 36 (1886)
* Symphonie n° 3 op. 49 (1886)
* Le Mystère du Christ, en un prélude et trois oratorios,
op. 70 à 73 (1899)

Felix August Bernhard Draeseke est un compositeur et pédagogue allemand né à Cobourg (Duché de Saxe-Cobourg-Gotha) le 7 octobre 1835 et décédé à Dresde (Royaume de Saxe, Empire allemand) le 26 février 1913.

## Biographie
De 1852 à 1855, Felix Draeseke étudie la musique au Conservatoire de Leipzig (notamment le piano avec Ignaz Moscheles et la composition avec Julius Rietz). En 1857, alors qu'il réside à Berlin, il rencontre Franz Liszt et lui présente son premier opéra qu'il vient d'achever, Le Roi Sigurd (König Sigurd). En 1859 (année de son opus 1, un lied pour voix et piano), grâce à Liszt, Draeseke fait une autre rencontre déterminante, celle de Richard Wagner. De 1863 à 1876, il réside en Suisse, à Yverdon-les-Bains d'abord, à Lausanne ensuite. En 1892, il est nommé professeur titulaire au Conservatoire de Dresde (ville où il demeure depuis qu'il a quitté la Suisse, et où il mourra en 1913).
La musique de Draeseke est influencée notamment par Liszt et Wagner. Le catalogue de ses œuvres comprend des pièces pour piano (dont une sonate), de la musique de chambre (dont trois quatuors à cordes et deux quintettes à cordes), des compositions pour orchestre (dont un concerto pour piano, quatre symphonies — plus une cinquième de jeunesse, détruite —, deux poèmes symphoniques), des lieder (mélodies en allemand), sept opéras, ainsi que diverses partitions pour voix soliste(s) et/ou chorales (dont deux requiems et deux grandes messes). Son œuvre chorale majeure est Le Mystère du Christ (Christus-Mysterium), en un prélude et trois oratorios, achevé en 1899, créé intégralement en 1912, en sa présence.

## Compositions (sélection)

### Pièces pour piano
- 1864 : Polonaise en ré majeur WoO 10 ;
- 1866 : Fantaisie sur des thèmes de La Dame blanche de Boieldieu op. 8 ;
- 1867 : Deux valses de concert (Zwei Konzerwalzer) op. 4 ; Sonata quasi fantasia en ut dièse mineur op. 6 (commencée en 1862) ;
- 1876 : Six fugues op. 15 ;
- 1877 : Fata Morgana op. 13 ;
- 1883 : Ce que chante l'hirondelle (Was die Schwalbe sang), cinq pièces lyriques op. 21 ; Miniatures (Miniaturen), six pièces op. 23 ;
- 1888 : Dix-huit canons (Kanons) op. 37 (à quatre mains, commencés en 1882) ; Rétrospectives (Rückblicke), cinq pièces lyriques op. 43 ; En partance vers le soleil (Scheidende Sonne), neuf pièces op. 44.

### Musique de chambre
- 1867 : Ballade pour violoncelle et piano en si mineur op. 7 ;
- 1872 : Barcarolle pour violoncelle et piano en la mineur op. 11 ;
- 1880 : Quatuor à cordes n° 1 en ut mineur op. 27 ;
- 1886 : Quatuor à cordes n° 2 en mi mineur op. 35 ;
- 1888 : Quintette pour piano, violon, alto, violoncelle et cor en mi bémol majeur op. 48 ; Sonate pour clarinette et piano en si bémol majeur op. 38 (+ version alternative pour violon et piano, mêmes tonalité et op.) ;
- 1890 : Sonate pour violoncelle et piano en ré majeur op. 51 ;
- 1892 : Sonate n° 1 pour alto et piano en ut mineur WoO 21 ;
- 1895 : Quatuor à cordes n° 3 en ut dièse mineur op. 66 ;
- 1897 : Quintette à cordes (Stelzner Quintett) en la majeur WoO 25 ;
- 1901 : Quintette à cordes en fa majeur op. 77 ;
- 1902 : Sonate n° 2 pour alto et piano en fa majeur WoO 26 ;
- 1911 : Suite pour deux violons op. 86 ; Petite Suite (Kleine Suite) pour cor anglais (ou hautbois) et piano op. 87.

### Œuvres pour orchestre

#### Concertos
- 1881 : Concerto pour violon en mi mineur WoO 15 ;
- 1886 : Concerto pour piano en mi bémol majeur op. 36.

#### Symphonies
- 1872 : Symphonie no 1 en sol majeur op. 12 (commencée en 1868) ;
- 1876 : Symphonie no 2 en fa majeur op. 25 ;
- 1886 : Symphonie no 3 en ut majeur Symphonia tragica op. 49 ;
- 1912 : Symphonie no 4 Symphonia comica en mi mineur WoO 38.

#### Autres œuvres
- 1860 : Julius Caesar, poème symphonique WoO 6 (révisé en 1865) ;
- 1886 : Marche pour une fête de jubilé (Jubiläumsfestmarsch) op. 54 ;
- 1888 : La vie est un songe (Das Leben ein Traum), prélude symphonique op. 45 ; Sérénade en ré majeur op. 49 ; Penthesilea, prélude symphonique op. 50 ;
- 1890 : Ouverture pour une fête académique (Akademische Festouvertüre) op. 63 ;
- 1898 : Ouverture de jubilé (Jubel-ouvertüre) op. 65 ;
- 1903 : Le Lac de Thoune (Der Thunersee), poème symphonique WoO 27 ;
- 1906 : Marche funèbre (Trauermarsch) op. 79 ;
- 1910 : Magie féerique (Feenzauber), morceau de concert (Konzertstück) avec harpe WoO 36.

### Œuvres pour voix soliste(s) et/ou chorales
Lieder
- 1880 : La Consécration des heures (Weihestunden), six chants pour baryton (ou mezzo-soprano) et piano op. 16 ; Le Livre de la bonne humeur (Buch des Frohmuts), six chants pour baryton (ou mezzo-soprano) et piano op. 17 ;
- 1881 : Paysages (Landschaftsbilder), six chants pour baryton (ou mezzo-soprano) et piano op. 20 ;
- 1896 : Cinq chants pour voix et piano op. 61 ; Quatre chants pour voix et piano op. 62 ;
- 1901 : Trois chants spirituels (Drei Geistliche Gesänge) pour voix et piano op. 75 ;
- 1906 : Trois chants pour voix et piano op. 76 ; Quatre chants pour voix et piano op. 81 ;
- 1912 : Quatre chants d'après Grete Ihle pour voix et piano WoO 39.

Opéras
(Livrets du compositeur)
- 1857 : Le Roi Sigurd (König Sigurd), opéra en 3 actes WoO 2 (commencé en 1853) ;
- 1877 : Dietrich de Berne (Dietrich von Bern), opéra en 3 actes WoO 12 (révisé par Otto zur Neden en 1925) ;
- 1879 : Herrat, opéra en 3 actes WoO 13 (révisé en 1885) ;
- 1884 : Gudrun, opéra en 3 actes WoO 14 (commencé en 1879) ;
- 1894 : Bertran de Born, opéra en 3 actes WoO 22 ;
- 1895 : Le Pêcheur et le Calife (Fischer und Kalif), opéra-comique en un acte WoO 24 ;
- 1905 : Merlin, opéra en 3 actes WoO 30.

Autres œuvres
- 1883 : Requiem pour soli, chœurs et orchestre en si mineur op. 22 ;
- 1885 : Trois chants pour chœur d'hommes a cappella op. 28 (commencés en 1880) ;
- 1889 : Quatre chants pour chœur de femmes a cappella op. 47 ; Psaume 93 pour soli, chœurs et orchestre op. 56 ; Psaume 23 pour soli, chœurs et orchestre op. 59 ;
- 1890 : Columbus, cantate pour soprano, baryton, chœur d'hommes et orchestre op. 52 ; Grande Messe pour soli, chœurs et orchestre en fa dièse mineur op. 60 ;
- 1891 : Quatre chants sacrés pour chœurs mixtes et orchestre op. 57 ;
- 1897 : Le Chant allemand (Der Deutsche Sang) pour chœur d'hommes et orchestre op. 64 ;
- 1899 : Le Mystère du Christ (Christus-Mysterium), en un prélude et trois oratorios, pour soli, chœurs et orchestre op. 70 à 73 (commencé en 1895) :
  - Prélude (Vorspiel) : La Naissance du Seigneur (Die Geburt des Herrn) op. 70 ;
  - Premier Oratorio : La Consécration du Christ (Christi Weihe) op. 71 ;
  - Deuxième Oratorio : Le Christ Prophète (Christus der Prophet) op. 72 ;
  - Troisième Oratorio : Mort et Victoire du Seigneur (Tod und Sieg des Herrn) op. 73 ;
- 1901 : Le Moine de Bonifacio (Der Mönch von Bonifazio), mélodrame pour récitant et piano op. 74 ;
- 1907 : Psaume 57 pour baryton, chœurs et orchestre WoO 31 ; Le Chant des Parques (Parzengesang) pour alto et orchestre WoO 33 ;
- 1909 : Grande Messe pour chœurs a cappella en la mineur op. 85 ;
- 1910 : Requiem pour chœurs a cappella en mi mineur WoO 35 ;
- 1911 : Fugue pour quatre voix a cappella WoO 37.